# Boris Céspedes
Boris Céspedes (Santa Cruz de la Sierra, 1995. június 19. –) svájci korosztályos és bolíviai válogatott labdarúgó, az Yverdon-Sport középpályása.

## Pályafutása

### Klubcsapatokban
Céspedes a bolíviai Santa Cruz de la Sierra városában született. Az ifjúsági pályafutása alatt a svájci Servette csapatában játszott.
2013-ban mutatkozott be a Servette másodosztályban szereplő felnőtt keretében. 2015 és 2016 között az Étoile Carouge csapatát erősítette kölcsönben. A 2018–19-es szezonban sikerült feljutniuk az első osztályba. Végül két évtized után elhagyta Genfet és 2023. július 3-án kétéves szerződést kötött az Yverdon-Sport együttesével. Először a 2023. július 23-ai, Zürich ellen 2–0-ra elvesztett mérkőzésen lépett pályára. Első gólját 2023. október 22-én, a Luzern ellen idegenben 2–1-es vereséggel zárult találkozón szerezte meg.

### A válogatottban
Céspedes az U16-os, az U18-as és az U19-es korosztályú válogatottakban is képviselte Svájcot.
2020-ban debütált a bolíviai válogatottban. Először a 2020. október 9-ei, Brazília ellen 5–0-ra elvesztett mérkőzés félidejében, Fernando Saldíast váltva lépett pályára. Első gólját 2020. november 17-ei, Paraguay ellen 2–2-es döntetlennel zárult VB-selejtezőn szerezte meg.

## Statisztikák
2024. augusztus 31. szerint

| Klub          | Szezon   | Osztály                | Bajnokság | Bajnokság | Kupa  | Kupa | Nemzetközi | Nemzetközi | Összesen | Összesen |
| Klub          | Szezon   | Osztály                | Meccs     | Gól       | Meccs | Gól  | Meccs      | Gól        | Meccs    | Gól      |
| ------------- | -------- | ---------------------- | --------- | --------- | ----- | ---- | ---------- | ---------- | -------- | -------- |
| Servette      | 2013–14  | Swiss Challenge League | 9         | 1         | 0     | 0    | —          | —          | 9        | 1        |
| Servette      | 2014–15  | Swiss Challenge League | 5         | 0         | 0     | 0    | —          | —          | 5        | 0        |
| Servette      | 2016–17  | Swiss Challenge League | 14        | 2         | 0     | 0    | —          | —          | 14       | 2        |
| Servette      | 2017–18  | Swiss Challenge League | 16        | 1         | 0     | 0    | —          | —          | 16       | 1        |
| Servette      | 2018–19  | Swiss Challenge League | 17        | 1         | 1     | 0    | —          | —          | 18       | 1        |
| Servette      | 2019–20  | Swiss Super League     | 28        | 3         | 2     | 0    | —          | —          | 30       | 3        |
| Servette      | 2020–21  | Swiss Super League     | 27        | 1         | 1     | 0    | 1          | 0          | 29       | 1        |
| Servette      | 2021–22  | Swiss Super League     | 22        | 1         | 1     | 0    | 2          | 0          | 25       | 1        |
| Servette      | 2022–23  | Swiss Super League     | 17        | 0         | 3     | 1    | —          | —          | 20       | 1        |
| Yverdon-Sport | 2023–24  | Swiss Super League     | 36        | 6         | 0     | 0    | —          | —          | 36       | 6        |
| Yverdon-Sport | 2024–25  | Swiss Super League     | 6         | 2         | 1     | 2    | —          | —          | 7        | 4        |
| Összesen      | Összesen | Összesen               | 197       | 18        | 9     | 3    | 3          | 0          | 209      | 21       |

### A válogatottban
| Válogatott | Év       | Pályára lépés | Gól |
| ---------- | -------- | ------------- | --- |
| Bolívia    | 2020     | 3             | 1   |
| Bolívia    | 2021     | 4             | 0   |
| Bolívia    | 2023     | 6             | 0   |
| Bolívia    | 2024     | 6             | 0   |
| Összesen   | Összesen | 19            | 1   |

#### Góljai a válogatottban
| # | Időpont            | Helyszín                                         | Ellenfél | Gólok | Eredmény | Kiírás               |
| - | ------------------ | ------------------------------------------------ | -------- | ----- | -------- | -------------------- |
| 1 | 2020. november 17. | Estadio Defensores del Chaco, Asunción, Paraguay | Paraguay | 2–1   | 2–2      | 2022-es VB-selejtező |

## Sikerei, díjai
Servette
- Swiss Challenge League
  - Feljutó (1): 2018–19